# Grete Budde
Grete Budde (geb. als Margarete Goldschmidt am 4. Februar 1883 in Luckenwalde; gest. am 22. Juni 1967 in Halle/Saale) war eine jüdische deutsche Bildhauerin.

## Leben und Werk
Margarete Goldschmidt war die einzige Tochter einer angesehenen liberalen jüdischen Unternehmerfamilie. Ihr Vater Carl Goldschmidt (1846–1911) war Inhaber einer Hutfabrik und Stadtrat von Luckenwalde. Ihre Mutter war Marie, geb. Heymann (1855–1936), ihre Brüder waren Hans Joachim Paul (1881–1912), Heinrich Paul (1885–1887) und Heinrich (* um 1890). Margarete hatte den Wunsch, Bildhauerin zu werden und wurde dabei von ihren Eltern unterstützt. Sie war eine der ersten Frauen, die sich dieser Aufgabe stellten. Da Frauen in Preußen bis 1919 der Zugang zu staatlichen Akademien verwehrt war, nahm sie in Berlin Privatunterricht bei Fritz Klimsch und Max Kruse und in München bei Ulfert Janssen. Als ihr Vater erkrankte, ging sie nach Luckenwalde zurück. 1911/1912 setzte sie in Paris ihre Ausbildung bei Aristide Maillol und Auguste Rodin fort.
1913 heiratete sie den Chirurgen Werner Budde (1886–1960), mit dem sie die Kinder Johanna Berghaus-Budde (1913–2001), Hans-Joachim (* 1915) und Marie-Sybille (1918–1961) hatte. 1913 zog die Familie aus Luckenwalde nach Halle/Saale, wo Werner Budde dann ab 1925 an der Universität eine Professur hatte.
Die Familie pflegte einen großen Freundes- und Bekanntenkreis, darunter Wissenschaftler und Künstler wie die Goldschmiede Helga und Helmut Aßheuer (1897–1980), die Malerin und Grafikerin Hedwig Huschke (1900–1983), die Keramikerin Jutta Löber (1937–1991), Karl Müller, Wilhelm Nauhaus, Lili Schultz und Paul Thiersch.
Grete Budde schuf neben Porträtbüsten, die Familienmitglieder, Freunde und Personen des Freundes- und Bekanntenkreises darstellen, Kleinplastiken, Medaillen und Plaketten. Als Material benutzte sie zumeist Bronze, aber auch Marmor, Terrakotta, Gips, Holz und Neusilber. Dabei beteiligte sie sich offenbar kaum an Ausstellungen.
Nach der Machtergreifung der Nationalsozialisten geriet die Familie wegen der jüdischen Herkunft Grete Buddes zunehmend unter Druck. Grete Budde trat deshalb 1933 aus der Jüdischen Gemeinde aus und zog sich aus der Öffentlichkeit zurück. 1937 wurde ihrem Mann der Professorentitel und die Lehrbefugnis entzogen. Er hielt jedoch an der Ehe fest, was seiner Frau möglicherweise das Leben rettete.
Nach der Zeit des Nationalsozialismus konnte Grete Budde wieder unbehelligt arbeiten und sie entwickelte eine große Produktivität. Ab 1949 erhielt sie mehrere Aufträge für Professoren-Büsten.
Nach dem Tod ihres Mannes 1960 stellte Grete Budde ihre künstlerische Arbeit weitgehend ein. Sie geriet nach ihrem Ableben weitgehend in Vergessenheit.
Es sind über 90 Werke Grete Buddes nachgewiesen, darunter etwa 25 Porträtbüsten von Gelehrten, die als Höhepunkt ihre Schaffens gelten. 16 Arbeiten befinden sich in der Zentralen Kustodie der Martin-Luther-Universität Halle-Wittenberg und 12 im Kunstmuseum Moritzburg. Ein Exemplar der Porträtbüste Theodor Roemers steht auch im Lichthof des Albrecht Daniel Thaer-Instituts in der Berliner Invalidenstraße 42. Der Verbleib eines bedeutenden Teils ihrer Arbeiten ist bislang ungeklärt.
Grete Budde und ihr Mann wurden auf dem Friedhof von St. Laurentius beigesetzt.

## Ausstellungen (unvollständig)

### Einzelausstellung
- 2021/2022: Halle/Saale, Sessionssaal der Zentralen Kustodie der Universität („Grete Budde. Werke für die Universität“)[4]

### Ausstellungsbeteiligungen
- 1930: Halle, Stadthaus („Der Pflüger“)
- 1933: Halle/Saale („Heimat im Bilde“)
- 1933/1934: Halle/Saale und Dessau („Hallesche Kunstschau“)
- 1946: Halle/Saale, Städtisches Museum in der Moritzburg (Kunstausstellungen der Provinz Sachsen)[5]
- 1947 und 1948: Halle/Saale, Städtisches Museum in der Moritzburg (Kunstausstellungen von Sachsen-Anhalt)
- 1952: Halle/Saale, Staatliche Galerie Moritzburg ("Kunstausstellung")
- 1957: Halle, Saale (Bezirkskunstausstellung)